# Testa di moro (vaso)

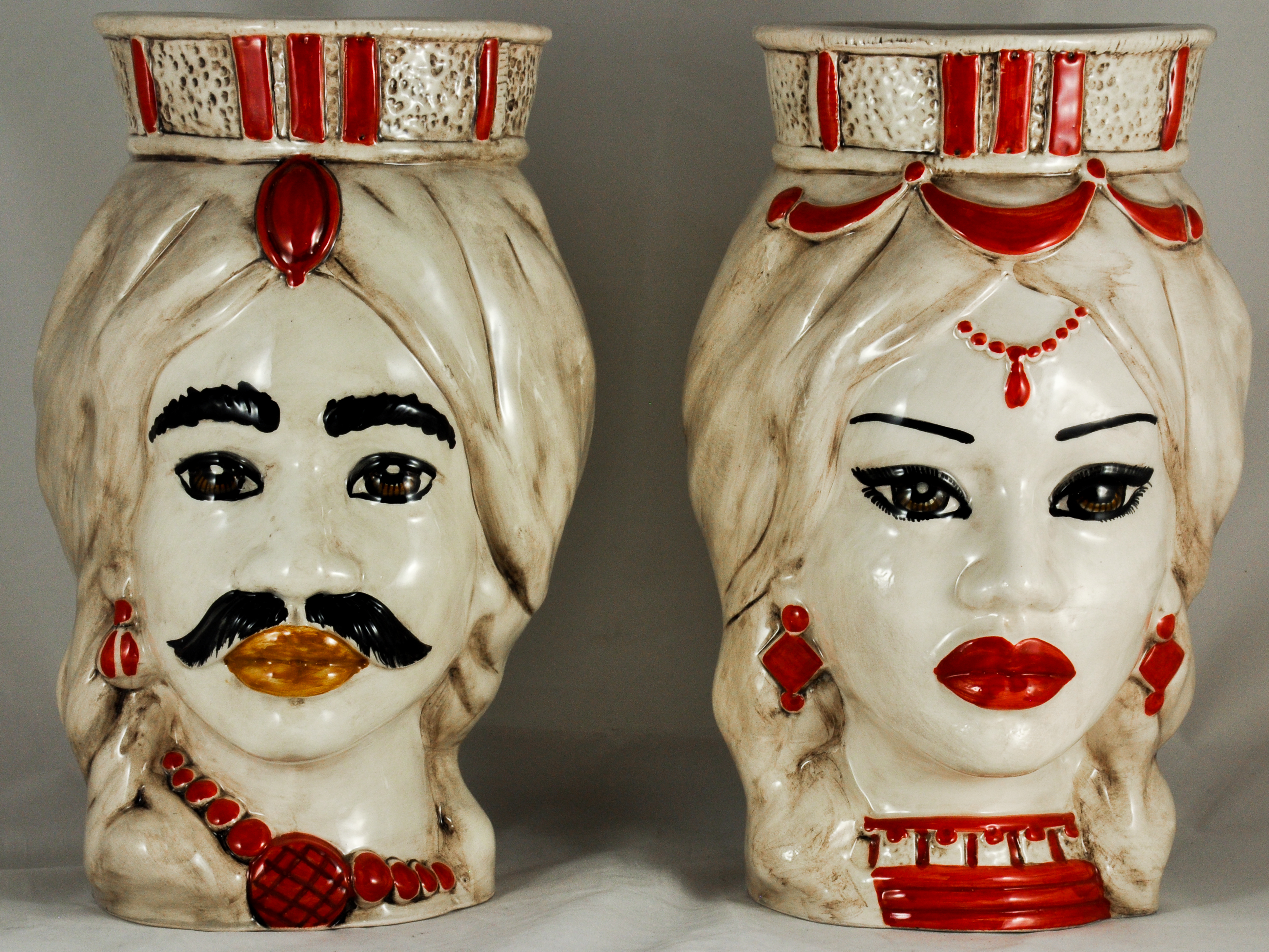
Una coppia di teste di moro artigianali fatti a Caltagirone

La testa di moro è un vaso in ceramica decorato e modellato a forma di testa e con volti umani, tipico della tradizione siciliana. Solitamente sono prodotti in coppia, con il volto uno di donna e uno di uomo, che per tradizione raffigura un moro.

## Storia
Intorno al 1070, durante le conquiste normanne in Sicilia per la liberazione dalla dominazione araba condotte da Ruggiero I di Sicilia, fu liberata la città di Caltagirone dai Musulmani e, per mostrare che la città era stata liberata ed intimidire i nemici, Ruggero I decise di tagliare loro le teste ed esporle sulle mura di cinta della città di Caltagirone. Al sapere di tale decisione, i calatini abili mastri ceramisti, decisero di replicare con la ceramica di Caltagirone le teste di moro in sostituzione di quelle dei prigionieri, impedendo un più ampio massacro.  Di fatto inizialmente veniva raffigurato il maschio, moro appunto. Così le teste di moro in ceramica di Caltagirone divennero simbolo positivo, di buon auspicio.

## Leggenda
Il nome di questi vasi deriva dalle storie che ruotano intorno ad essi. In tutte le storie, ambientate sempre in Sicilia, i protagonisti sono una ragazza siciliana e un moro.
Una delle storie narra che un soldato arabo in servizio a Palermo, circa nell'anno mille, vedendo una bellissima ragazza su uno dei balconi del quartiere Kalsa, se ne innamorò. La ragazza contraccambiò il suo amore e nacque una passionale storia d'amore. Purtroppo il giovane soldato non disse alla povera ragazza che in realtà nella sua terra natia aveva moglie e figli. Quando dovette partire, le confessò la triste verità. La ragazza siciliana, scoprendo tutto questo, si infuriò e, ferita nel cuore, escogitò un piano per far restare per sempre il giovane lì con lei. 
Durante l'ultima notte passata insieme lei lo decapitò, con la sua testa fece un vaso e ci piantò del basilico che crebbe molto rigoglioso. I vicini vedendo questa crescita straordinaria vollero dei vasi simili, con il volto di un moro.
Esiste un'altra versione della leggenda sull'origine di questi iconici vasi siciliani, con un finale altrettanto triste e tragico. Si narra che una ragazza di nobili origini ebbe una relazione amorosa clandestina con un giovane arabo alle spalle dei genitori, che non l'avrebbero mai accettata. Quando furono scoperti, entrambi furono decapitati ed entrambe le teste dovevano essere poste come vasi su un balcone come monito contro qualsiasi legame improprio. Questo spiegherebbe perché i vasi sono solitamente venduti in coppia, maschio e femmina.

## Uso
Le teste di Moro sono ancora largamente usate in Sicilia, sia per decorare i balconi, come da tradizione, che gli arredamenti classici o moderni. Nel corso degli ultimi decenni si sono attestate come zone di produzione delle teste di moro le due cittadine di Caltagirone e Santo Stefano di Camastra, dove è rimasta nel corso del tempo una profonda tradizione di artigiani di ceramiche artistiche. Le teste di moro di Caltagirone sono molto apprezzate sia dai turisti che dai residenti della città, che le utilizzano per decorare le proprie case. Esse rappresentano infatti un elemento di grande valore simbolico e culturale, che rappresenta la storia e le tradizioni della città di Caltagirone e un importante tesoro artistico per l'intera Sicilia. Esse infatti vengono esposte in numerose mostre e musei in tutta Italia e all'estero, attirando l'attenzione di molti visitatori. 

## Origine e tecnica di realizzazione
Le teste di moro seguono le antiche tecniche della ceramica calatina, che risalgono al periodo greco-romano e raggiunge il suo apice tra XVII e il XVIII secolo, grazie all'influenza araba e normanna, spagnola e barocca. La ceramica calatina è un'arte ceramica distintiva e rinomata per la sua eccezionale qualità delle materie prime, la ricca varietà di forme e decori, nonché l'uso vivace e contrastante dei colori, tra cui il bianco, il blu, il giallo e il verde. Tra le opere più celebri e caratteristiche di questa tradizione artistica spiccano appunto le teste di moro, ma anche una vasta gamma di altri manufatti come piatti, brocche, vasi, statuette, presepi e pupi siciliani. La ceramica calatina ha conquistato un posto di prestigio nelle collezioni di musei e nelle esposizioni in tutto il mondo. Tuttavia, è nelle strade e nelle piazze della città che questa forma d'arte trova un palcoscenico particolarmente affascinante. Emblematici esempi di questa presenza sono la celebre scalinata di Santa Maria del Monte, splendidamente decorata con oltre 140 piastrelle in ceramica, e il pittoresco ponte di San Francesco, adornato con teste di moro e altri elementi ceramici.